# 구산동 (서울)
구산동(龜山洞)은 서울특별시 은평구에 있는 동이다. 이름은 거북이산(龜山)동네라는 뜻이고, 거북산 자락에 위치한 데서 연유한다. 2015년 현재 인구 34,330명이다. 경기도 고양시 용두동과 마주보고 있다.

## 역사
- 조선시대 : 한성부 연은방 구산리
- 1914년 4월 1일 : 경성부 은평면 구산리, 노지동을 경기도 고양군 은평면 구산리로 통폐합.
- 1949년 8월 13일 : 서울특별시 서대문구에 편입
- 1950년 : 구산동으로 개칭
- 1975년 10월 1일: 행정동 구산동 신설
- 1979년 10월 1일 : 은평구가 서대문구로부터 분리되어 은평구 관할로 되었다.[1]
- 2010년 3월 2일 : 행정동 구산동 내 법정동 갈현동인 필지를 법정동 구산동으로 편입, 행정/법정동 경계를 일치시켰다.[2]

## 교육
- 서울구산초등학교
- 예일초등학교
- 서울구현초등학교
- 구산중학교
- 은평중학교
- 예일여자중학교
- 예일여자고등학교
- 예일디자인고등학교
- 은평고등학교

## 교통
동 내부에 서울 지하철 6호선이 지나가며, 단선의 구산역이 있다. 선진운수의 본사 및 종점이 있다.

## 문화재
1459년(조선 세조 5년)에 창건된 고찰(古刹) 수국사가 구산동에 위치하고 있다.

## 같이 보기
- 대한민국의 행정 구역